# Liga de balonmano de Eslovenia
La liga eslovena de balonmano es la máxima categoría de la liga de balonmano de Eslovenia.

## Sistema de competición
El sistema de competición de esta liga compuesta por 12 equipos empieza con una liga todos contra todos a doble vuelta. Al acabar la liga regular los seis mejores clasificados disputarán una liguilla para dilucidar el campeón de liga. A esta liguilla final pasan con los puntos obtenidos en la liga regular y se vuelven a enfrentar de nuevo todos contra todos a doble vuelta. 
Los últimos seis clasificados en la temporada jugarán otra liguilla con el mismo formato que la liguilla por el campeonato por evitar el descenso que dejará a los dos peores equipos disputando la Segunda división de la liga eslovena la siguiente temporada.

## Historia
La Rokometna zveza Slovenije o Federación de Balonmano de Eslovenia fue formada el 11 de diciembre de 1949 bajo la antigua federación de balonmano de Yugoslavia. En ésta, los clubes eslovenos jugaron en el Campeonato de Balonmano I y II, y las ligas Interrepública y República. En la temporada 1991-1992, después de la independencia eslovena, RZS fue aceptada en la Federación Europea de Balonmano y la IHF, siendo la primera temporada en Europa para equipos eslovenos la celebrada en 1992-93.

## Equipos 2019-20
- RK Celje
- Gorenje Velenje
- Dobova
- RK Slovenj Gradec 2011
- Jeruzalem Ormož
- RK Koper 2013
- Krka
- Loka
- Maribor Branik
- Ribnica
- RD Izola
- Trimo Trebnje

## Palmarés
| Año     | Campeón         | Subcampeón       | Tercero          |
| ------- | --------------- | ---------------- | ---------------- |
| 1991-92 | Celje PL        | Slovan           | Jadran           |
| 1992-93 | Celje PL        | Jadran           | RK Prevent       |
| 1993-94 | Celje PL        | Gorenje Velenje  | Jadran           |
| 1994-95 | Celje PL        | Jadran           |                  |
| 1995-96 | Celje PL        | Gorenje Velenje  | Dobova           |
| 1996-97 | Celje PL        | RK Prevent       | RD Prule 67      |
| 1997-98 | Celje PL        | Prevent          | Trimo Trebnje    |
| 1998-99 | Celje PL        | Prevent          | Trimo Trebnje    |
| 1999-00 | Celje PL        | RD Prule 67      | Trimo Trebnje    |
| 2000-01 | Celje PL        | RD Prule 67      | Prevent          |
| 2001-02 | RD Prule 67     | Celje PL         | Gorenje Velenje  |
| 2002-03 | Celje PL        | RD Prule 67      | Gorenje Velenje  |
| 2003-04 | Celje PL        | Gorenje Velenje  | Prevent          |
| 2004-05 | Celje PL        | Gorenje Velenje  | Jeruzalem Ormož  |
| 2005-06 | Celje PL        | Gold Club        | Gorenje Velenje  |
| 2006-07 | Celje PL        | Gorenje Velenje  | Cimos Koper      |
| 2007-08 | Celje PL        | Cimos Koper      | Gorenje Velenje  |
| 2008-09 | Gorenje Velenje | Cimos Koper      | Trimo Trebnje    |
| 2009-10 | Celje PL        | Gorenje Velenje  | Cimos Koper      |
| 2010-11 | Cimos Koper     | Gorenje Velenje  | RK Celje         |
| 2011-12 | Gorenje Velenje | RK Celje         | Cimos Koper      |
| 2012-13 | Gorenje Velenje | RK Celje         | Cimos Koper      |
| 2013–14 | Celje           | Gorenje Velenje  | Maribor Branik   |
| 2014–15 | Celje           | Gorenje Velenje  | Maribor Branik   |
| 2015–16 | Celje           | Gorenje Velenje  | Ribnica          |
| 2016-17 | Celje           | Gorenje Velenje  | Ribnica          |
| 2017-18 | Celje           | RD Ribnica       | Gorenje Velenje  |
| 2018-19 | Celje           | Gorenje Velenje  | Ribnica          |
| 2019-20 | Celje           |                  |                  |
| 2020-21 | Gorenje Velenje | RK Trimo Trebnje | RK Celje         |
| 2021-22 | RK Celje        | RK Trimo Trebnje | Gorenje Velenje  |
| 2022-23 | RK Celje        | Gorenje Velenje  | RK Trimo Trebnje |

- 26 títulos : RK Celje
- 4 título : Gorenje Velenje
- 1 título : RD Prule 67, Cimos Koper